# Ryota Watanabe
Ryota Watanabe (渡辺 亮太 Watanabe Ryota?), född 11 mars 1991 i Tokyo prefektur, är en japansk fotbollsspelare.
Watanabe började sin karriär 2013 i Ehime FC. Han spelade 70 ligamatcher för klubben. Efter Ehime FC spelade han för AC Nagano Parceiro, Azul Claro Numazu och Fujieda MYFC.